# Lars-Jørgen Salvesen
Lars-Jørgen Salvesen (Kristiansand, 19 febbraio 1996) è un calciatore norvegese, attaccante del Derby County.

## Carriera

### Club
Salvesen ha cominciato la carriera con la maglia del Vigør, giocando in prima squadra nel corso del campionato 2013. Il 17 gennaio 2014 è stato ingaggiato dallo Start.
Ha esordito in Eliteserien il 31 agosto 2014, subentrando ad Espen Hoff nella partita vinta per 3-2 contro il Sogndal. Il 2 novembre successivo ha trovato la prima rete nella massima divisione locale, in occasione del 3-3 casalingo arrivato contro il Sandnes Ulf.
Al termine del campionato 2016, lo Start è retrocesso in 1. divisjon. Ad aprile 2017 ha subito la rottura del legamento crociato, infortunio che gli ha fatto saltare completamente la stagione, culminata col ritorno in Eliteserien della sua squadra.
Il 15 dicembre 2017 ha comunque rinnovato il contratto che lo legava al club, per due stagioni. Tornato in campo dopo l'infortunio, a maggio 2018 ha subito una frattura ad un osso del piede che lo avrebbe costretto a 6-8 settimane di stop.
Il 15 agosto 2018 è stato ingaggiato ufficialmente dall'Ullensaker/Kisa, in 1. divisjon: si è legato al nuovo club fino al 31 dicembre 2019. Il 19 agosto ha pertanto debuttato con questa casacca, segnando una doppietta nel 3-2 inflitto al Levanger.
Il 17 gennaio 2019 si è trasferito ufficialmente al Sarpsborg 08. Il 7 aprile ha esordito in squadra, sostituendo Steffen Lie Skålevik nell'1-1 maturato sul campo dell'Haugesund. Il 22 aprile ha realizzato il primo gol, in occasione della partita terminata 1-1 in casa del Bodø/Glimt.
Il 16 agosto 2019 si è trasferito allo Strømsgodset, nell'ambito di uno scambio che ha portato Mustafa Abdellaoue al Sarpsborg 08: Salvesen ha firmato un contratto valido fino al 31 dicembre 2021. Il 18 agosto ha disputato la prima partita in squadra, subentrando a Ipalibo Jack nella sconfitta per 4-0 in casa del Viking. Il 25 agosto 2019 è arrivata la prima rete, contro la sua ex squadra del Sarpsborg 08: ha contribuito al successo domestico per 2-1 del suo Strømsgodset.
Il 27 luglio 2022, il Bodø/Glimt ha reso noto d'aver acquistato Salvesen, che ha firmato un contratto valido fino al 31 dicembre 2025: il trasferimento sarebbe stato formalizzato a partire dal 1º agosto, alla riapertura del calciomercato locale.
Il 7 marzo 2023 è stato ingaggiato dal Viking, a cui si è legato con un contratto quadriennale.

### Nazionale
Conta 3 partite per la Norvegia under 19, con una rete all'attivo.

## Statistiche

### Presenze e reti nei club
Statistiche aggiornate al 1° marzo 2025.
| Stagione            | Squadra             | Campionato          | Campionato | Campionato | Coppe nazionali | Coppe nazionali | Coppe nazionali | Coppe continentali | Coppe continentali | Coppe continentali | Altre coppe | Altre coppe | Altre coppe | Totale | Totale | Totale |
| Stagione            | Squadra             | Comp                | Pres       | Reti       | Comp            | Pres            | Reti            | Comp               | Pres               | Reti               | Comp        | Pres        | Reti        | Pres   | Reti   |        |
| ------------------- | ------------------- | ------------------- | ---------- | ---------- | --------------- | --------------- | --------------- | ------------------ | ------------------ | ------------------ | ----------- | ----------- | ----------- | ------ | ------ | ------ |
| 2013                | Vigør               | 3D                  | 13         | 15         | CN              | 0               | 0               | -                  | -                  | -                  | -           | -           | -           | 13     | 15     |        |
| 2014                | Start               | ES                  | 3          | 1          | CN              | 0               | 0               | -                  | -                  | -                  | -           | -           | -           | 3      | 1      |        |
| 2015                | Start               | ES                  | 22         | 2          | CN              | 2               | 0               | -                  | -                  | -                  | -           | -           | -           | 24     | 2      |        |
| 2016                | Start               | ES                  | 26         | 4          | CN              | 2               | 2               | -                  | -                  | -                  | -           | -           | -           | 28     | 6      |        |
| 2017                | Start               | 1D                  | 1          | 0          | CN              | 0               | 0               | -                  | -                  | -                  | -           | -           | -           | 1      | 0      |        |
| gen.-ago. 2018      | Start               | ES                  | 4          | 0          | CN              | 3               | 2               | -                  | -                  | -                  | -           | -           | -           | 7      | 2      |        |
| Totale Start        | Totale Start        | Totale Start        | 56         | 7          |                 | 7               | 4               |                    | -                  | -                  |             | -           | -           | 63     | 11     |        |
| ago.-dic. 2018      | Ullensaker/Kisa     | 1D                  | 11+1       | 8          | CN              | -               | -               | -                  | -                  | -                  | -           | -           | -           | 12     | 8      |        |
| gen.-ago. 2019      | Sarpsborg 08        | ES                  | 13         | 2          | CN              | 3               | 2               | -                  | -                  | -                  | -           | -           | -           | 16     | 4      |        |
| ago.-dic. 2019      | Strømsgodset        | ES                  | 13         | 7          | CN              | -               | -               | -                  | -                  | -                  | -           | -           | -           | 13     | 7      |        |
| 2020                | Strømsgodset        | ES                  | 30         | 10         | -               | -               | -               | -                  | -                  | -                  | -           | -           | -           | 30     | 10     |        |
| 2021                | Strømsgodset        | ES                  | 0          | 0          | CN              | 3               | 2               | -                  | -                  | -                  | -           | -           | -           | 3      | 2      |        |
| gen.-lug. 2022      | Strømsgodset        | ES                  | 15         | 5          | CN              | 1               | 0               | -                  | -                  | -                  | -           | -           | -           | 16     | 5      |        |
| Totale Strømsgodset | Totale Strømsgodset | Totale Strømsgodset | 58         | 22         |                 | 4               | 2               |                    | -                  | -                  |             | -           | -           | 62     | 24     |        |
| ago.-dic. 2022      | Bodø/Glimt          | ES                  | 13         | 2          | CN              | 0               | 0               | UCL+UEL            | 4+6                | 1+0                | -           | -           | -           | 23     | 3      |        |
| gen.-mar. 2023      | Bodø/Glimt          | ES                  | 0          | 0          | CN              | 0               | 0               | UECL               | 1                  | 0                  | -           | -           | -           | 1      | 0      |        |
| Totale Bodø/Glimt   | Totale Bodø/Glimt   | Totale Bodø/Glimt   | 13         | 2          |                 | 0               | 0               |                    | 11                 | 1                  |             | -           | -           | 24     | 3      |        |
| 2023                | Viking              | ES                  | 29         | 10         | CN+CN           | 2+4             | 2+0             | -                  | -                  | -                  | -           | -           | -           | 35     | 12     |        |
| 2024                | Viking              | ES                  | 27         | 12         | CN              | 3               | 5               | -                  | -                  | -                  | -           | -           | -           | 30     | 17     |        |
| Totale Viking       | Totale Viking       | Totale Viking       | 56         | 22         |                 | 9               | 7               |                    | -                  | -                  |             | -           | -           | 65     | 29     |        |
| gen.-giu. 2025      | Derby County        | FLC                 | 8          | 1          | FACup+CdL       | -               | -               | -                  | -                  | -                  | -           | -           | -           | 8      | 1      |        |
| Totale carriera     | Totale carriera     | Totale carriera     | 229        | 79         |                 | 23              | 15              |                    | 11                 | 1                  |             | -           | -           | 263    | 95     |        |